# 2001
Het jaar 2001 was het eerste jaar in de 21e eeuw en het allereerste jaar in het 3e millennium volgens de christelijke jaartelling. Er is hier gecorrigeerd voor de millenniumvergissing.

## Gebeurtenissen
Zie voor meer gebeurtenissen de maandartikelen in de infobox.
januari
- 1 - cafébrand in Volendam eist het leven van veertien jonge mensen en meer dan 150 jongeren lopen ernstige brandwonden op.
- 1 - In de Europese Unie moeten voortaan alle slachtrijpe runderen van 30 maanden en ouder op BSE worden getest.
- 11 - De eerste gevangenen arriveren in de Amerikaanse enclave Guantanamo Bay.
- 15 - De Engelstalige Wikipedia gaat van start. Het is de eerste versie van de internetencyclopedie Wikipedia.
- 20 - George W. Bush legt de eed af als 43ste president van de Verenigde Staten. Hij volgt hiermee Bill Clinton op.
- 26 - Bij een zware aardbeving (7,9 op de schaal van Richter) in India, in de buurt van de Pakistaanse grens, vallen 22 000 doden. Een groot deel van de deelstaat Gujarat wordt verwoest.

februari
- 1 - In Kamp Zeist bij Soesterberg wordt de Libische geheim agent Al-Megrahi tot levenslang veroordeeld voor de Lockerbie-aanslag. Hij is door Schotse rechters veroordeeld volgens Schots recht.
- Ariel Sharon wordt gekozen tot premier van Israël.
- 20 - Er wordt in Groot-Brittannië bij 20 varkens mond-en-klauwzeer (MKZ) ontdekt.

maart
- 3 - Jan Eijkelboom wordt stadsdichter van Dordrecht en daarmee de eerste stadsdichter van Nederland.
- begin maart - De Boeddha's van Bamyan, die tot het werelderfgoed behoren,  worden door de Taliban opgeblazen.
- 21 - De MKZ-crisis breekt uit in Nederland.
- 26 - In Hebron vindt de moord op Shalhevet Pass plaats. De dood van de acht maanden oude baby maakt veel los in Israël.
- 27 - Bij een treinbotsing in het Waals-Brabantse Pécrot vallen 8 doden. Eén trein reed kilometerslang over het verkeerde spoor.

april
- 1 - Nederland beleeft een primeur als de wet van kracht wordt die het huwelijk tussen twee personen van gelijk geslacht, in de volksmond ook wel het homohuwelijk genoemd, mogelijk maakt. De Amsterdamse burgemeester Job Cohen verbindt als ambtenaar van de burgerlijke stand vier homoparen in de echt.
- 1 - Er bestaat in België nog slechts één politiedienst: de geïntegreerde politie, gestructureerd op twee niveaus, zijnde de federale en de lokale politie.
- 28 - Met een Russische raket wordt de Amerikaanse zakenman Dennis Tito als eerste ruimtetoerist gelanceerd. Hij blijft 8 dagen in de ruimte.

mei
- 1 - Een grote brand in het attractiepark Phantasialand verwoest de Grand Canyon Bahn en Gebirgsbahn.
- 16 - Liverpool wint de UEFA Cup. In de finale in Dortmund zegeviert de Engelse voetbalclub met 5-4 ten koste van het Spaanse Deportivo Alavés.
- 23 - FC Bayern München wint de Champions League. In de finale in Milaan zegeviert de Duitse voetbalclub na strafschoppen (5-4) ten koste van het Spaanse Valencia.

juni
- 1 - Koning Birendra van Nepal, en diverse andere leden van de koninklijke familie, worden gedood door kroonprins Dipendra, die daarna ook zichzelf doodt.
- 19 - De Nederlandstalige Wikipedia gaat van start.
- 28 - De Servische oud-president Slobodan Milosevic wordt overgebracht naar Nederland voor berechting door het Joegoslaviëtribunaal.
- 30 - België opent het eerste officiële naaktstrand bij de kustplaats Bredene.

juli
- 11 - Herman Brood pleegt op 54-jarige leeftijd zelfmoord door van het Hilton Hotel in Amsterdam te springen.
- 17 - Het Nederlandse leger krijgt voor het eerst een vrouw als bataljonscommandant: Leanne van den Hoek.
- 19 - In Tsjaad wordt een zeven miljoen jaar oude schedel van de Sahelanthropus gevonden door de antropoloog Djimdoumalbaye Ahounta.
- 20 - Het televisieprogramma Opgelicht onthult dat het Tweede Kamerlid Tara Singh Varma (GroenLinks) heeft gelogen over haar ongeneeslijke ziekte.
- De vulkaan Etna barst uit. Dit is de grootste uitbarsting in de laatste 100 jaar.

augustus
- 26 - In het Wagener-stadion in Amstelveen verliest de Nederlandse vrouwenhockeyploeg met 3-2 van Argentinië in de finale van de strijd om de Champions Trophy.

september
- 11 - Terroristische aanvallen op de Twin Towers van het World Trade Center in New York en het Pentagon in Washington D.C. Zie aanslagen op 11 september 2001.
- 12 - De NAVO verklaart voor de eerste keer in haar geschiedenis Artikel 5 van toepassing, waarin staat dat als een lid wordt aangevallen dit beschouwd wordt als een aanval op alle lidstaten.
- 17 - De handel op Wall Street wordt hernomen na 4 dagen sluiting - De Dow Jones-index zakt met ongeveer 650 punten.
- 21 - In Toulouse wordt de chemische fabriek van AZF totaal verwoest door een explosie, waarbij 31 doden en 2500 gewonden vallen.
- 30 - Het Angolees voetbalelftal wint de vijfde editie van de COSAFA Cup door in de finale (over twee wedstrijden) Zimbabwe te verslaan.

oktober
- 7 - Aanval Amerikaanse en Britse strijdkrachten op doelen in Afghanistan. Begin van de strijd tegen het terrorisme.
- 8 - Bij een botsing tussen een vliegtuig van de SAS en een Duits privévliegtuig op de luchthaven van Milaan komen 118 mensen om het leven.
- 11 - Hulpbisschop Luis Secco volgt monseigneur Ellis op en wordt de derde bisschop van het bisdom Willemstad.
- 19 - Megadiscotheek Zillion in Antwerpen moet de deuren sluiten.
- 24 - In de Gotthardtunnel botsen twee vrachtwagens op elkaar, waardoor brand ontstaat. Door de rookontwikkeling komen elf mensen om het leven.

november
- 6 - De Belgische luchtvaartmaatschappij Sabena wordt failliet verklaard door de handelsrechtbank.
- 9 - In het televisieprogramma Zembla onthult Ad Bos een omvangrijke fraude bij de aanbesteding van openbare werken door de overheid. Grote aannemers verdelen in het geheim de opdrachten en maken afspraken over de inschrijvingen.
- 12 - De Noordelijke Alliantie verovert de Afghaanse hoofdstad Kaboel op de Taliban.
- 12 - Om circa 09.15 uur plaatselijke tijd stort een Airbus A300, vlucht 587 met bestemming Dominicaanse Republiek, neer op de New Yorkse woonwijk Queens. De   aanwijzingen duiden volgens deskundigen niet op terrorisme. Het vliegtuig vervoert 246 (volgens sommige bronnen 255) passagiers en negen bemanningsleden; 150 van de inzittenden zijn Dominicanen. Geen van de inzittenden overleeft het ongeluk. Het betekent het tweede vliegtuigdrama in New York in twee maanden tijd.
- 25 - Officiële oprichting van de partij Leefbaar Nederland, bedoeld als koepel voor de succesvolle lokale Leefbaar-partijen. Pim Fortuyn wordt tot lijsttrekker gekozen.

december
- 5 - Aan het slot van de Conferentie op de Petersberg worden internationale afspraken gemaakt over de wederopbouw van Afghanistan.
- 15 - De toren van Pisa (Italië) wordt heropend voor publiek, na een restauratie die 11 jaar heeft geduurd.
- 20 - In Vlaanderen valt de Volksunie uiteen in het links-liberale spirit en de rechts-liberale Nieuw-Vlaamse Alliantie.

zonder datum
- Het beroemde boek Cosmographiae Introductio, geschreven door Matthias Ringmann of Martin Waldseemüller, wordt gekocht door het Library of Congress.
- In België krijgen de gewesten meer verantwoordelijkheden.
- Zware gevechten tussen het Israëlische leger en Palestijnen.
- Begin van de tribunalen rond de volkerenmoord in Rwanda.
- Grensconflicten tussen Belize en Guatemala.

## Muziek

### Klassieke muziek
- 1 maart: eerste uitvoering van Whitescape van Sally Beamish
- 30 juni: eerste uitvoering van Brahms van Thomas Adès
- 10 juli: eerste uitvoering van Sonate voor cello en piano nr. 1 van Einojuhani Rautavaara
- 10 augustus: eerste uitvoering van het Tubaconcert van Kalevi Aho
- 6 oktober: eerste uitvoering van Guide to strange places van John Adams
- 6 december: eerste uitvoering van Symfonische dansen van Kalevi Aho

### Populaire muziek
Bestverkochte singles in Nederland:
1. Starmaker - Damn (I Think I Love You)
2. Kylie Minogue - Can't Get You Out of My Head
3. Alicia Keys - Fallin'
4. Shaggy feat. RikRok - It Wasn't Me
5. Def Rhymz - Puf / Schudden
6. Shaggy feat. Rayvon - Angel
7. One Day Fly - I Wanna Be A One Day Fly
8. Atomic Kitten - Whole Again
9. De Poema's - Zij Maakt Het Verschil
10. Christina Aguilera, P!nk, Lil' Kim & Mýa - Lady Marmalade

Bestverkochte albums in Nederland:
1. K-otic - Bulletproof
2. Alessandro Safina - Insieme A Te
3. Anastacia - Not That Kind
4. Destiny's Child - Survivor
5. K3 - Alle Kleuren
6. Andrea Bocelli - Cieli di Toscana
7. U2 - All That You Can't Leave Behind
8. Live - V
9. Twarres - Stream
10. Mark Knopfler - Sailing To Philadelphia

Bestverkochte singles in Vlaanderen:
1. Geri Halliwell - It's Raining Men
2. Wheatus - Teenage Dirtbag
3. Safri Duo - Played-A-Live (The Bongo Song)
4. K3 - Tele-Romeo / Blub, ik ben een vis!
5. Shaggy feat. Rayvon - Angel
6. Shaggy feat. RikRok - It Wasn't Me
7. Gigi d'Agostino - La passion
8. Kylie Minogue - Can't Get You Out Of My Head
9. Afroman - Because I Got High
10. Twarres - Wêr bisto

## Beeldende kunst

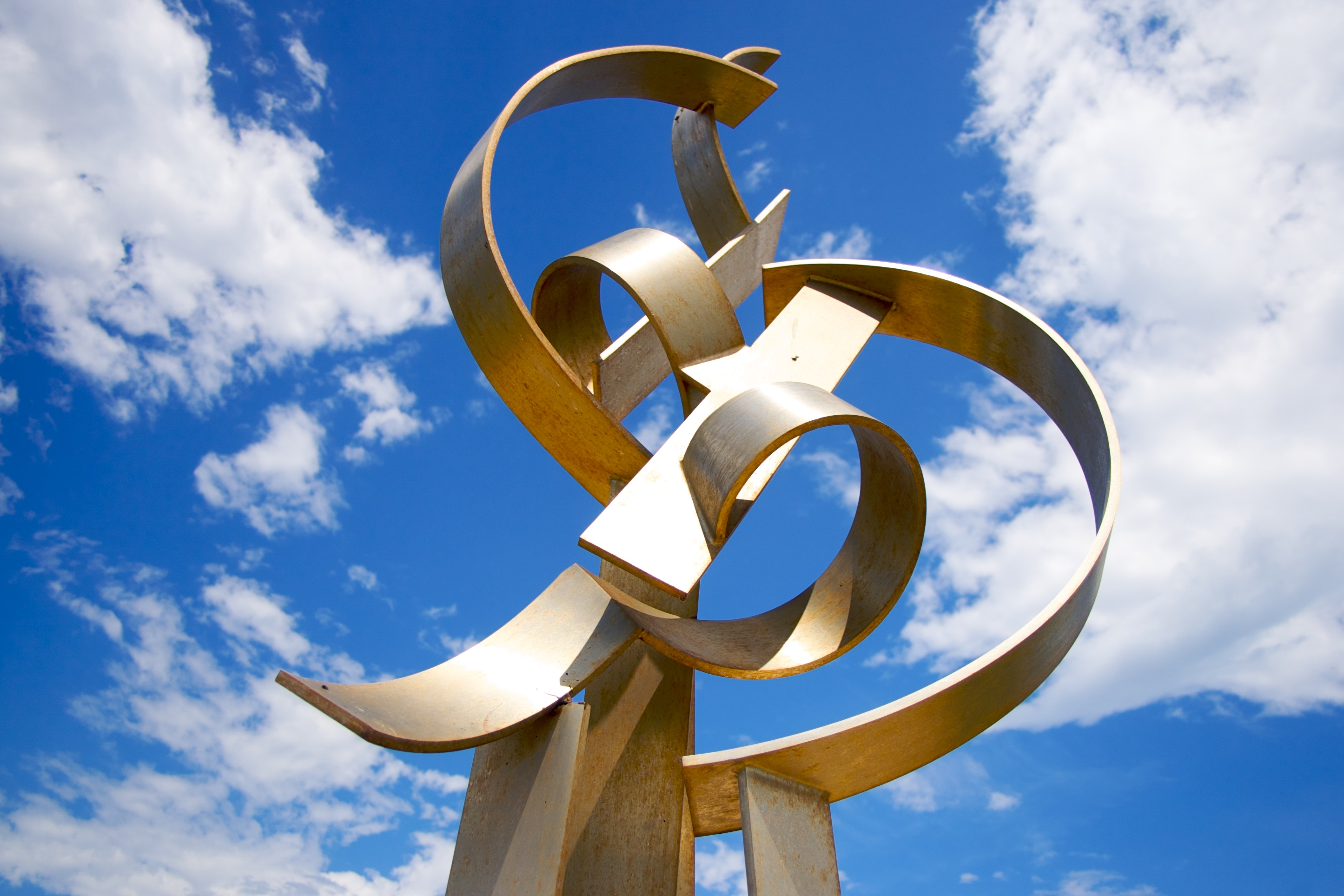
Windhover (2001) Lenton Parr, Melbourne
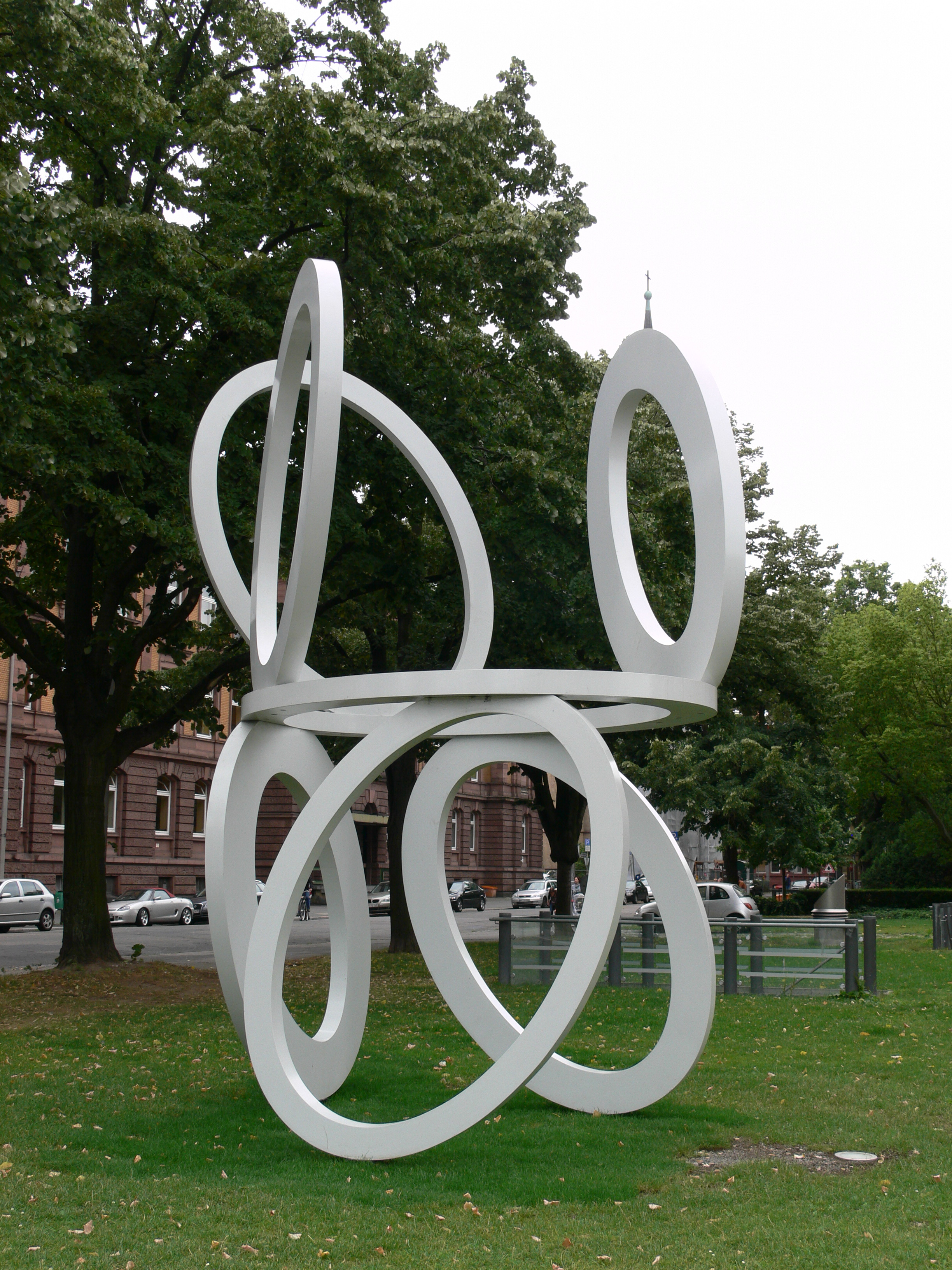
Slow Motion (2001) Nigel Hall, Mannheim
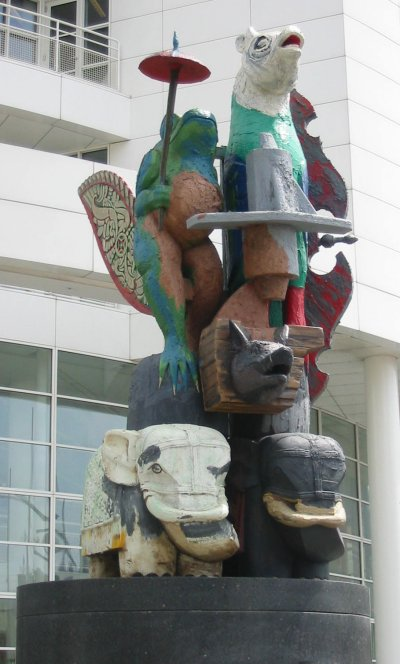
Frog with umbrella (2001) Karel Appel, Beeldengalerij P. Struycken Spui, Den Haag
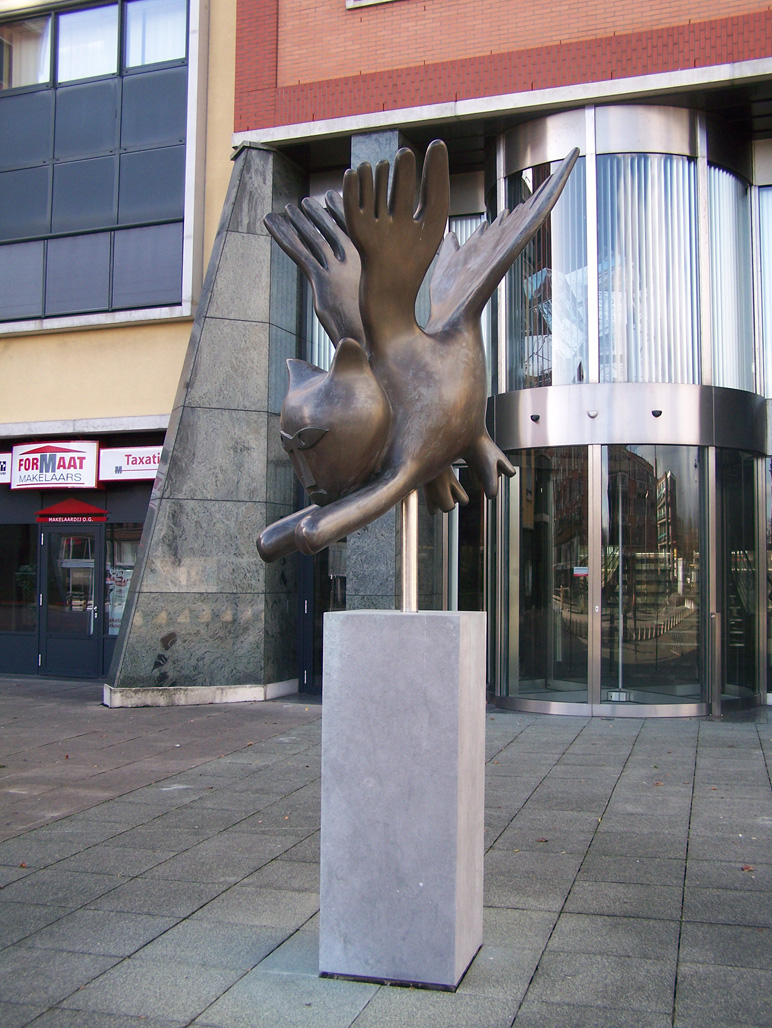
Katvogel (geplaatst 2001) Corneille, Heerhugowaard

## Bouwkunst
- Het Guggenheim Hermitage Museum, ontworpen door de Nederlandse architect Rem Koolhaas wordt geopend.

## Geboren

### Januari

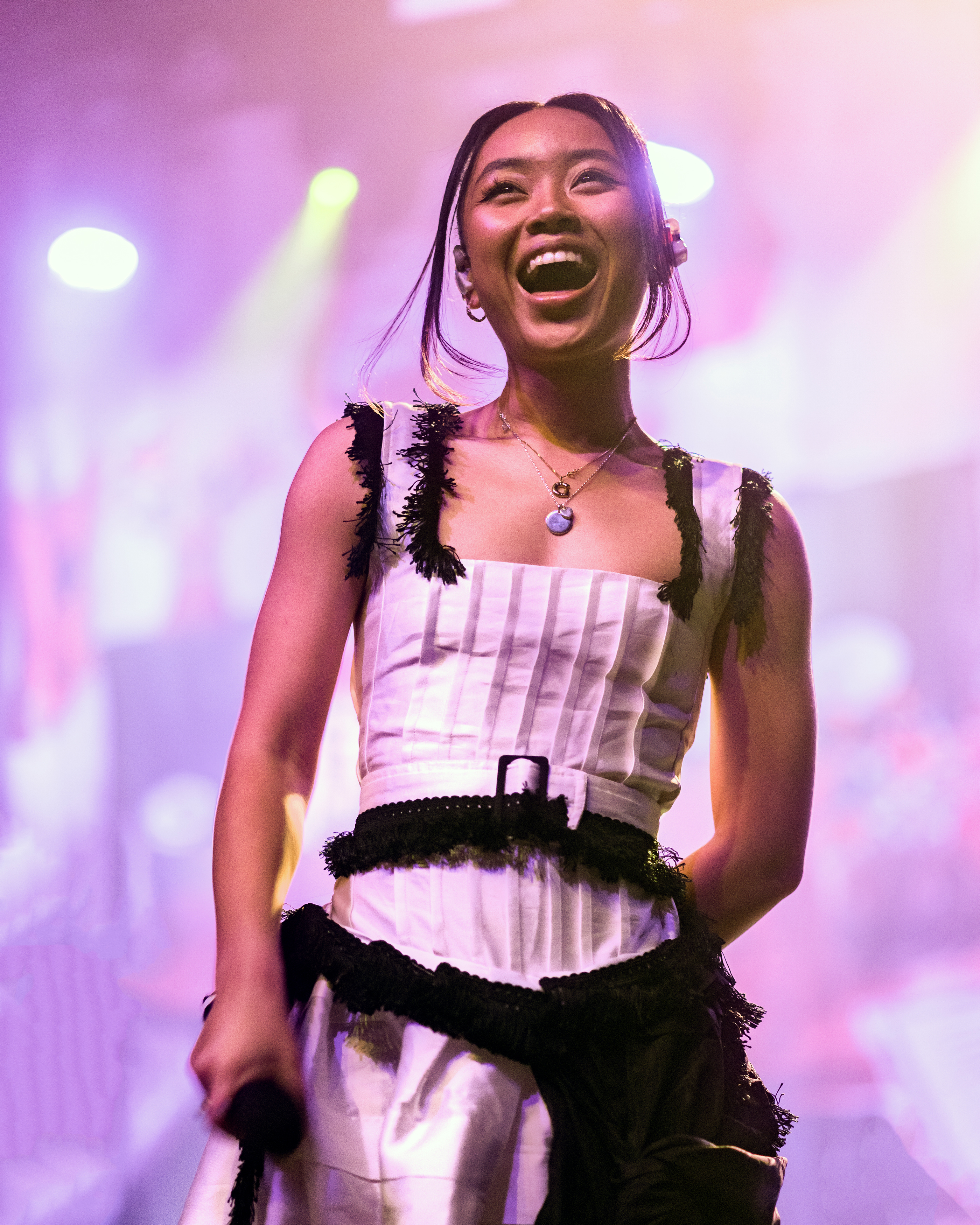
Griff,
geboren op 21 januari

- 2 - Mohamed Rashid, Nederlands-Somalische influencer
- 2 - Wakaba Higuchi, Japans kunstschaatsster
- 2 - Siebe Vandermeulen, Belgisch voetballer
- 3 - Deni Avdija, Israëlisch basketballer
- 4 - Maëlle, Frans zangeres
- 4 - Veronika Stepanova, Russisch langlaufster
- 7 - Makan Aïko, Frans-Ivoriaans voetballer
- 7 - Dennis Foggia, Italiaans motorcoureur
- 8 - Lena Schilling, Oostenrijks activist en politicus
- 9 - Zeke Nnaji, Amerikaans basketballer
- 9 - Rodrygo, Braziliaans voetballer
- 12 - Romée Leuchter, Nederlands voetbalster
- 14 - Myron Boadu, Nederlands voetballer
- 16 - Pablo García, Spaans wielrenner
- 17 - Enzo Fernández, Argentijns voetballer
- 18 - Sebastian Priaulx, Brits autocoureur
- 20 - Brooks Curry, Amerikaans zwemmer
- 20 - Bodine Monet, Nederlands-Canadees zangeres
- 21 - Griff, Engels zangeres
- 22 - Alice Griffiths, Welsh voetbalster
- 22 - Sjoeke Nüsken, Duits voetbalster
- 23 - Jasper Dejaegher, Belgisch wielrenner
- 23 - Lisanne Kruijswijk, Nederlands handbalster
- 24 - Hunter Armstrong, Amerikaans zwemmer
- 24 - Alieke Tuin, Nederlands voetbalster
- 25 - Megan Gilkes, Canadees autocoureur
- 25 - Annika Wickihalder, Zweeds-Zwitsers zangeres
- 26 - Ai Ogura, Japans motorcoureur
- 26 - Isaac Okoro, Amerikaans basketballer
- 27 - Thomas Ceccon, Italiaans zwemmer
- 27 - Fan Zhengyi, Chinees snookerspeler
- 28 - Katharine Berkoff, Amerikaans zwemster
- 29 - Reda Akbib, Belgisch voetballer

### Februari
- 1 - Shaun Maswanganyi, Zuid-Afrikaans atleet
- 1 - Francisco Peñuela, Venezolaans wielrenner
- 2 - Connor Gibbs, Amerikaans acteur
- 3 - Célina Ould Hocine, Frans voetbalster
- 4 - Indy Baijens, Nederlands volleybalster
- 4 - Andrea Carboni, Italiaans voetballer
- 4 - Lois Niënhuis, Nederlands voetbalster
- 6 - Natan, Braziliaans voetballer
- 7 - Cheick Touré, Nederlands voetballer
- 7 - Roderick Hampton, Amerikaans basketballer
- 9 - Toon Clynhens, Belgisch wielrenner
- 9 - Vincent Visser, Nederlands acteur
- 10 - Simon Mann, Brits-Amerikaans autocoureur
- 11 - Adam Idah, Iers voetballer
- 12 - Nicolò Fagioli, Italiaans voetballer
- 14 - Lia Larsson, Zweeds zangeres
- 16 - Giorgio Carrara, Argentijns autocoureur
- 16 - Chloe East, Amerikaans actrice
- 19 - Sava-Arangel Čestić, Servisch-Duits voetballer
- 19 - David Mazouz, Amerikaans acteur
- 20 - Martín Satriano, Uruguayaans voetballer
- 22 - Abigail Strate, Canadees schansspringster
- 25 - Vernon Carey Jr., Amerikaans basketballer

### Maart
- 4 - Freya Anderson, Brits zwemster
- 4 - Gwyneth Hendriks, Nederlands voetbalster
- 4 - Charles Milesi, Frans autocoureur
- 5 - Loyce Speelman, Nederlands voetbalster
- 6 - Christian Bogle, Amerikaans autocoureur
- 6 - Aryana Engineer, Canadees actrice
- 6 - Zoi Sadowski-Synnott, Nieuw-Zeelands snowboardster
- 7 - Courtney Crone, Amerikaans autocoureur
- 7 - Isa Kagenaar, Nederlands voetbalster
- 8 - Sarah Dekker, Nederlands handbalster
- 9 - Jacob Abel, Amerikaans autocoureur
- 9 - Luna Fokke, Nederlands hockeyspeelster
- 9 - Noa Wildschut, Nederlands concertvioliste
- 10 - Charles De Ketelaere, Belgisch voetballer
- 10 - Sergio Meris, Italiaans wielrenner
- 10 - Jaimy Ravensbergen, Nederlands voetbalster
- 11 - Amin Sarr, Zweeds voetballer
- 15 - Sam van Nunen, Nederlands zwemster
- 16 - Oblique Seville, Jamaicaans atleet
- 17 - Niklas Hedl, Oostenrijks voetballer
- 17 - Pietro Pellegri, Italiaans voetballer
- 20 - Tijmen van Loon, Nederlands baanwielrenner
- 20 - Jérémie Luvovadio Belgisch voetballer
- 20 - Nikita Vlasenko, Zwitsers-Oekraïens voetballer
- 21 - Tess de Vries, Nederlands volleybalster
- 23 - Anna Aehling, Duits voetbalster
- 23 - Anna Hall, Amerikaans atlete
- 23 - Annick Meijers, Nederlands volleybalster
- 25 - Kristijan Belić, Servisch-Belgisch voetballer
- 27 - Martin Tjøtta, Noors wielrenner
- 28 - Hannah Auchentaller, Italiaans biatlete
- 29 - Gonçalo Borges, Portugees voetballer
- 30 - Anastasija Potapova, Russisch tennisspeelster
- 31 - James Wiseman, Amerikaans basketballer

### April
- 1 - Marte Leinan Lund, Noors noordse combinatieskiester
- 1 - Rémy Vita, Malagassisch-Frans voetballer
- 2 - Percy Hynes White, Canadees acteur
- 2 - Takeru Otsuka, Japans snowboarder
- 3 - Caspar Corbeau, Nederlands zwemmer
- 4 - Pommelien Thijs, Belgisch actrice en zangeres
- 6 - Oscar Piastri, Australisch autocoureur
- 6 - Kira Lewis, Amerikaans basketballer
- 10 - Angelina Mango, Italiaans zangeres
- 10 - Lilou Wadoux, Frans autocoureur
- 11 - Femke Bastiaen, Belgisch voetbalster
- 11 - Manuel Ugarte, Uruguayaans voetballer
- 13 - Josh Rock, Noord-Iers darter
- 14 - Brady Gilmore, Australisch wielrenner
- 14 - Missy Bo Kearns, Engels voetbalster
- 14 - Tess Kleinsman, Nederlands voetbalster
- 14 - Anouk van der Klooster, Nederlands voetbalster
- 14 - Jalen Williams, Amerikaans basketballer
- 15 - Elise Hughes, Welsh voetbalster
- 16 - Lieske Carleer, Nederlands voetbalster
- 17  - Christian Braun, Amerikaans basketballer
- 18 - Santiago Giménez, Argentijns-Mexicaans voetballer
- 19 - Éliot Grondin, Canadees snowboarder
- 19 - Gustav Isaksen, Deens voetballer
- 19 - Micky van de Ven, Nederlands voetballer
- 20 - Evie van Kerkvoorde, Nederlands volleybalster
- 22 - Jana Van Lent, Belgisch atlete
- 23 - Cleo Demetriou, Cypriotisch-Brits actrice
- 25 - Danique van Ginkel, Nederlands voetbalster
- 26 - Tristen Newton, Amerikaans basketballer
- 29 - Simone Olivero, Italiaans wielrenner
- 29 - Ayrton Simmons, Brits-Spaans autocoureur
- 30 - Nathan Collins, Iets voetballer
- 30 - Elien Vekemans, Belgisch atlete

### Mei
- 1 - Eva Tostrams, Nederlands voetbalster
- 2 - Desiré Inglander, Zweeds model en influencer
- 4 - Lisa Kolb, Oostenrijks voetbalster
- 4 - Nicolas Seiwald, Oostenrijks voetballer
- 6 - Úmaro Embaló, Portugees-Guinee-Bissaus voetballer
- 6 - Maria Plattner, Oostenrijks voetbalster
- 6 - Claudia Wenger, Oostenrijks voetbalster
- 7 - Coby Carrozza, Amerikaans zwemmer
- 7 - Hester Jasper, Nederlands volleybalster
- 8 - Lisanne Dik, Nederlands voetbalster
- 8 - Quinn Simmons, Amerikaans wielrenner
- 12 - Megan Oldham, Canadees freestyleskiester
- 13 - Leon Maloney, Engels voetballer
- 14 - Maarten Wilmink, Nederlands organist
- 15 - Maryjo, Amerikaans zangeres
- 15 - Jeremiah Azu, Brits atleet
- 16 - Celina Degen, Oostenrijks voetbalster
- 17 - Benedict Hollerbach, Duits voetballer
- 18 - Kes van den Broek, Nederlands singer-songwriter en actrice
- 20 - Maxim Gullit, Nederlands voetballer
- 21 - Paula Dalla Corte, Zwitsers zangeres
- 21 - Tigo Zijlstra, Nederlands youtuber (overleden 2021)
- 22 - Isaiah Stewart, Amerikaans basketballer
- 23 - Matt Lintz, Amerikaans acteur
- 25 - Niels Koolen, Nederlands autocoureur
- 27 - Benjamin Romeyns, Belgisch voetballer
- 27 - Michelle Weiß, Duits voetbalster
- 29 - Julie Dufour, Frans voetbalster
- 29 - Anthony Rouault, Frans voetballer
- 30 - Charlot Vellener, Nederlands volleybalster
- 30 - Patrick Wimmer, Oostenrijks voetballer
- 31 - Taylor Booth, Amerikaans-Italiaans voetballer
- 31 - Helene Marie Fossesholm, Noors langlaufster
- 31 - Iga Świątek, Pools tennisspeelster

### Juni
- 1 - Noè Ponti, Zwitsers zwemmer
- 4 - Simon Dehairs, Belgisch wielrenner
- 5 - Sveindís Jane Jónsdóttir, IJslands voetbalster
- 5 - Lilly Krug, Duits actrice
- 6 - Cole Hocker, Amerikaans atleet
- 7 - Olivia Holdt, Deens voetbalster
- 9 - Julia Borgström, Zweeds wielrenster
- 10 - Julien Alfred, Saint Luciaans atlete
- 11 - Osame Sahraoui, Noors-Marokkaans voetballer
- 11 - Nicholas Spinelli, Italiaans motorcoureur
- 12 - Camille Dhont, Belgisch zangeres
- 12 - Hlín Eiríksdóttir, IJslands voetbalster
- 12 - Théo Maledon, Frans basketballer
- 13 - Anna Knol, Nederlands voetbalster
- 13 - Maria Luisa Grohs, Duits voetbalster
- 14 - Spencer Jones, Amerikaans basketballer
- 14 - Rosey Metz, Nederlands zwemster
- 16 - Anuna De Wever, Belgisch klimaatactivist
- 16 - Victor Martins, Frans autocoureur
- 17 - Jurriën Timber, Nederlands voetballer
- 17 - Quinten Timber, Nederlands voetballer
- 18 - Levy Frauenfelder, Nederlands darter
- 19 - Kessya Bussy, Frans voetbalster
- 20 - Gonçalo Ramos, Portugees voetballer
- 21 - Eleanor Worthington Cox, Brits actrice
- 22 - Maellyse Brassart, Belgisch gymnaste
- 22 - Lianne Holtermann, Nederlands atlete
- 23 - Floris Van Tricht, Belgisch wielrenner
- 27 - Chelsea Hodges, Australisch zwemster
- 28 - Elisabeth Terland, Noors voetbalster
- 30 - Jasmijn Dijsselhof, Nederlands voetbalster

### Juli
- 1 - Marie Höbinger, Oostenrijks voetbalster
- 1 - Mika Mármol, Spaans voetballer
- 6 - Rasmus Lindh, Zweeds autocoureur
- 6 - Marie Wegener, Duits zangeres
- 7 - Martyna Brodzik, Pools voetbalster
- 7 - Lakeesha Eijken, Nederlands voetbalster
- 7 - Charles Paige, Brits wielrenner
- 10 - Shao Qi, Chinees freestyleskiester
- 12 - Kaylee McKeown, Australisch zwemster
- 12 - Yari Verschaeren, Belgisch voetballer
- 13 - Caleb Okoli, Italiaans-Nigeriaans voetballer
- 15 - Marushka van Olst, Nederlands voetbalster
- 17 - Isibeal Atkinson, Iers voetbalster
- 17 - Roy Hoogendoorn, Nederlands wielrenner en marathonschaatser
- 18 - Hailie Deegan, Amerikaans autocoureur
- 18 - Enzo Fittipaldi, Braziliaans autocoureur
- 19 - Aleksandr Smolyar, Russisch autocoureur
- 20 - Álex Baena, Spaans voetballer
- 20 - Brad Benavides, Amerikaans-Spaans autocoureur
- 20 - Pim Ronhaar, Nederlands veldrijder
- 21 - Morgan Hurd, Amerikaans gymnaste
- 21 - Fleur van der Linden, Nederlands atlete
- 23 - Christian Lundgaard, Deens autocoureur
- 24 - Stan Van Dessel, Belgisch voetballer
- 26 - Emma Lawton, Schots voetbalster
- 27 - Killian Hayes, Frans basketballer
- 27 - Sven Roosen, Nederlands atleet
- 28 - Alex Díaz, Spaans wielrenner
- 29 - Yareli Acevedo, Mexicaans baanwielrenster
- 29 - Tijl De Decker, Belgisch wielrenner (overleden 2023)
- 30 - Nina Hespel, Belgisch atlete
- 31 - Analia Pigrée, Frans zwemster
- 31 - Alex Walsh, Amerikaans zwemster

### Augustus
- 1 - Scottie Barnes, Amerikaans basketballer
- 3 - Nicole Stoop, Nederlands voetbalster
- 4 - Mac Forehand, Amerikaans freestyleskiër
- 5 - Anthony Edwards, Amerikaans basketballer
- 5 - Ren Sato, Japans autocoureur
- 6 - Ty Simpkins, Amerikaans acteur
- 7 - Vivien Endemann, Duits voetbalster
- 8 - Nicolas Baert, Belgisch autocoureur
- 8 - Margaux Le Mouël, Frans voetbalster
- 8 - Karólína Lea Vilhjálmsdóttir, IJslands voetbalster
- 10 - Leo Hayter, Brits wielrenner
- 10 - Stephanie Kemper, Nederlands voetbalster
- 11 - Sam de Jong, Nederlands voetbalster
- 12 - Lieke Hammink, Nederlands actrice
- 13 - Evelyn Iljeh, Zweeds voetbalster
- 13 - Alexandra Karlsson Tyrefors, Zweeds actrice
- 13 - Fleur Meinders, Nederlands volleybalster
- 14 - Oriane Jean-François, Frans voetbalster
- 14 - Chris-Kévin Nadje, Frans-Ivoriaans voetballer
- 15 - Corinne Stoddard, Amerikaans shorttrackster
- 16 - Ido Cohen, Israëlisch autocoureur
- 16 - Jannik Sinner, Italiaans tennisser
- 17 - Nazim Azman, Maleisisch autocoureur
- 17 - Milena Kokosz, Pools voetbalster
- 18 - Chavanté, Nederlands rapper
- 18 - Alexander Steen Olsen, Noors alpineskiër
- 19 - Lorenz Van de Wynkele, Belgisch wielrenner
- 21 - Nico Gruber, Oostenrijks autocoureur
- 21 - Dallas Liu, Amerikaans acteur
- 22 - LaMelo Ball, Amerikaans basketballer
- 22 - Aigul Gareeva, Russisch wielrenster
- 23 - Anna Ruiter, Nederlands voetbalster
- 24 - Naomi Visser, Nederlands gymnaste
- 25 - Gonçalo Inácio, Portugees voetballer
- 26 - Patrick Williams, Amerikaans basketballer
- 27 - Julie Blakstad, Noors voetbalster
- 29 - Luca Bernardi, San Marinees motorcoureur
- 30 - Olivia Clark, Welsh voetbalster
- 30 - Ibrahim Salah, Belgisch voetballer
- 31 - Silke Holkenborg, Nederlands zwemster
- 31 - Ilona Masson, Belgisch atlete
- 31 - Sergio Tremour, Nederlands voetballer

### September
- 3 - Kata Blanka Vas, Hongaars wielrenster en mountainbikester
- 3 - Kaia Gerber, Amerikaans model
- 3 - Sting Ray Robb, Amerikaans autocoureur
- 4 - Froukje Veenstra, Nederlands singer-songwriter
- 5 - Axel Huens, Frans wielrenner
- 6 - Freya Allan, Brits actrice
- 6 - Nova Marring, Nederlands volleybalster
- 7 - Jason Dupasquier, Zwitsers motorcoureur (overleden 2021)
- 9 - Alexandre Penetra, Portugees voetballer
- 9 - Bryan Zaragoza, Spaans voetballer
- 10 - Petra Stiasny, Zwitsers wielrenster
- 11 - Joseph Fahnbulleh, Liberiaans atleet
- 12 - Charles Leong, Macaus autocoureur
- 12 - Iris Verhoek, Nederlands zangeres
- 17 - Elena Gaskell, Canadees freestyleskiester
- 18 - Ricci Geenen, Nederlands voetbalster
- 19 - Diant Ramaj, Duits-Kosovaars voetballer
- 20 - Federico Burdisso, Italiaans zwemmer
- 20 - Sakarias Løland, Noors wielrenner
- 20 - Julia Pereira de Sousa-Mabileau, Frans snowboardster
- 21 - Delphine Nkansa, Belgisch atlete
- 22 - Ayumu Iwasa, Japans autocoureur
- 22 - Dana Leskinen, Fins voetbalster
- 23 - Senna Borsato, Nederlands acteur
- 23 - Famke Boonstra, Nederlands volleybalster
- 25 - Dylan Hopkins, Australisch wielrenner
- 25 - Matteo Strikker, Belgisch basketballer
- 26 - Laurin Heinrich, Duits autocoureur
- 27 - David Malukas, Amerikaans autocoureur
- 27 - Yuto Totsuka, Japans snowboarder
- 30 - Afonso Eulálio, Portugees wielrenner
- 30 - Tahir Yiğit, Turks wielrenner

### Oktober

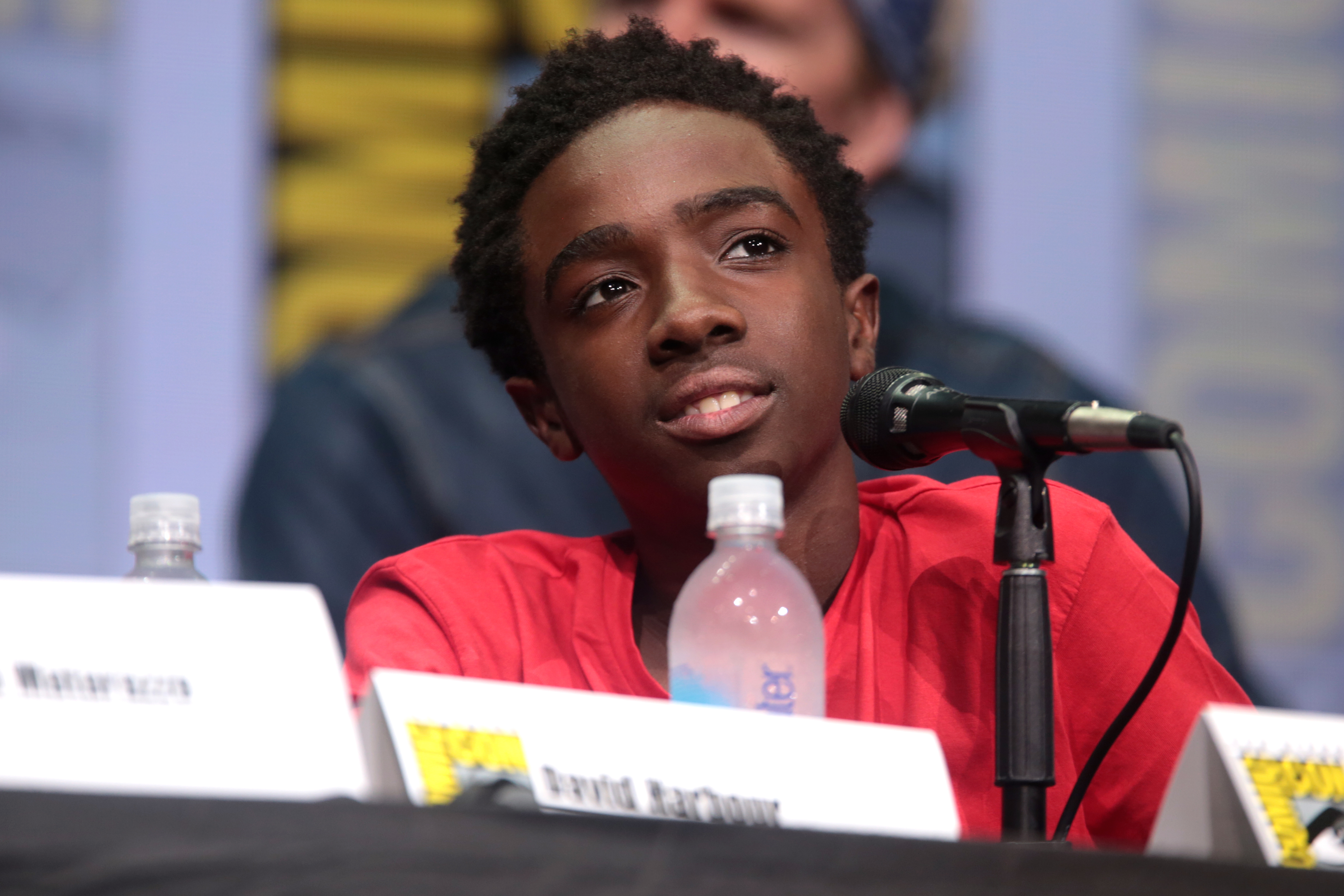
Caleb McLaughlin,
geboren op 13 oktober

- 1 - Luna Blaise, Amerikaans actrice
- 3 - Leafs, Nederlands rapper
- 8 - Cecilie Fløe, Deens voetbalster
- 10 - Blake Cooper, Amerikaans acteur
- 11 - Jack Young, Noord-Iers autocoureur
- 13 - Jaylen Clark, Amerikaans basketballer
- 13 - Caleb McLaughlin, Amerikaans acteur
- 13 - Celestino Vietti, Italiaans motorcoureur
- 14 - Jopke van Dobbenburgh, Nederlands zangeres
- 17 - Lars Craps, Belgisch wielrenner
- 18 - Danial Frost, Singaporees autocoureur
- 19 - Jolien Corteyn, Belgisch schermster
- 21 - Ashley Liao, Amerikaans actrice
- 21 - Jess Park, Engels voetbalster
- 23 - David Schumacher, Duits autocoureur
- 23 - Mina Sundwall, Amerikaans actrice
- 25 - Elisabeth van België, Belgisch prinses
- 25 - Marita Kramer, Nederlands-Oostenrijks schansspringster
- 25 - Yuito Suzuki, Japans voetballer
- 26 - Matteo Amella, Italiaans wielrenner
- 26 - Carson Foster, Amerikaans zwemmer
- 26 - Naomi Hilhorst, Nederlands voetbalster
- 27 - Michael Belov, Russisch autocoureur
- 29 - Dillon Jones, Amerikaans basketballer
- 31 - Sam Drissen, Nederlands-Duits voetbalster
- 31 - Esteban Muth, Belgisch autocoureur

### November
- 4 - Jonna van de Velde, Nederlands voetbalster
- 8 - Johannes Lamparter, Oostenrijks noordse combinatieskiër
- 10 - Rafael Villagómez, Mexicaans autocoureur
- 11 - Diljá Ýr Zomers, IJslands-Nederlands voetbalster
- 13 - Femke Prins, Nederlands voetbalster
- 14 - Maité Beernaert, Belgisch atlete
- 14 - Quilindschy Hartman, Nederlands voetballer
- 15 - Alexia Paganini, Zwitsers-Amerikaans kunstschaatsster
- 17 - Kate Douglass, Amerikaans zwemster
- 17 - Kaja Korošec, Sloveens voetbalster
- 18 - Esther Buabadi, Belgisch voetbalster
- 19 - Aidan Mikdad, Nederlands pianist
- 19 - Nanne Ruuskanen, Fins voetbalster
- 20 - Josefine Hasbo, Deens voetbalster
- 23 - Tess Ledeux, Frans freestyleskiester
- 23 - Nico Porteous, Nieuw-Zeelands freestyleskiër
- 27 - Zoe Colletti, Amerikaans actrice
- 27 - Lune Miedema, Nederlands voetbalster
- 27 - Aimar Oroz, Spaans voetballer
- 29 - Javier Ibáñez, Spaans wielrenner
- 29 - Thijs Jansen, Nederlands voetballer
- 29 - Joel Sturm, Duits autocoureur

### December
- 1 - Aiko, prinses Toshi, Japans prinses
- 1 - Alice Robinson, Nieuw-Zeelands alpineskiër
- 4 - Sarah Van Dam, Canadees wielrenster
- 8 - Rachel Kleine, Nederlands voetbalster
- 12 - Eirin Maria Kvandal, Noors schansspringster
- 14 - Damien Girard, Frans wielrenner
- 14 - Reira Iwabuchi, Japans snowboardster
- 15 - Zoë Sedney, Nederlands atlete
- 18 - Billie Eilish, Amerikaans zangeres
- 19 - Lena Oberdorf, Duits voetbalster
- 20 - Sepp van den Berg, Nederlands voetballer
- 20 - Omar Rekik, Tunesisch-Nederlands voetballer
- 21 - Alonso López, Spaans motorcoureur
- 21 - Michael Olise, Frans voetballer
- 24 - Emma Weyant, Amerikaans zwemster
- 26 - Aleksej Pokuševski, Servisch basketballer
- 27 - Lukas Märtens, Duits zwemmer
- 27 - Martin Voltr, Tsjechisch wielrenner
- 29 - Mathilde Harviken, Noors voetbalster
- 31 - Tomoru Honda, Japans zwemmer

### Geboortedatum onbekend
- Noor, Nederlands zangeres

## Weerextremen in België
- 7 februari: hoogste etmaalgemiddelde temperatuur ooit op deze dag: 10,8 °C.
- 12 februari: hoogste etmaalgemiddelde temperatuur ooit op deze dag: 11,9 °C.
- 13 februari: hoogste etmaalsom van de neerslag ooit op deze dag: 19 mm.
- 14 april: laagste etmaalgemiddelde temperatuur ooit op deze dag: 2,3 °C.
- 15 april: hoogste etmaalsom van de neerslag ooit op deze dag: 18 mm.
- april: april met hoogste neerslagtotaal: een neerslagtotaal met 134,3 mm (normaal 53,1 mm).
- 15 augustus: hoogste etmaalgemiddelde temperatuur ooit op deze dag: 25,2 °C.
- 24 augustus: hoogste etmaalgemiddelde temperatuur ooit op deze dag: 24,3 °C en hoogste maximumtemperatuur: 30,3 °C.
- 25 augustus: hoogste etmaalgemiddelde temperatuur ooit op deze dag: 25,5 °C.
- 26 augustus: hoogste etmaalgemiddelde temperatuur ooit op deze dag: 26,7 °C en hoogste maximumtemperatuur: 32,9 °C.
- 3 september: hoogste etmaalsom van de neerslag ooit op deze dag: 18 mm.
- 9 september: hoogste etmaalsom van de neerslag ooit op deze dag: 28 mm.
- 16 september: hoogste etmaalsom van de neerslag ooit op deze dag: 23 mm.
- september: September met hoogste neerslagtotaal: een neerslagtotaal met 199,4 mm (normaal 69,8 mm).
- 13 oktober: hoogste etmaalgemiddelde temperatuur ooit op deze dag: 18,9 °C en hoogste maximumtemperatuur: 23,8 °C.
- 20 oktober: hoogste etmaalgemiddelde temperatuur ooit op deze dag: 17,6 °C.
- oktober: Oktober met hoogste gemiddelde dampdruk: 14,1 hPa (normaal 10,8 hPa).
- oktober: Oktober met hoogste gemiddelde minimumtemperatuur: 11,2 °C (normaal 7,2 °C).
- oktober: Oktober met hoogste gemiddelde temperatuur: 14,4 °C (normaal 10,5 °C).
- 1 december: hoogste etmaalgemiddelde temperatuur ooit op deze dag: 12,7 °C.
- Jaarrecord: Natste jaar ooit: neerslag 1089 mm (normaal 804,8 mm).

Bron: KMI Gegevens Ukkel 1901-2014 met aanvullingen 